# Elton John 1970 World Tour
Die Elton John 1970 World Tour war die erste Tournee überhaupt, die der britische Musiker und Komponist Elton John unter seinem neuen Künstlernamen unternahm. Sie erfolgte anlässlich der Veröffentlichung und zur Verkaufsförderung seines zweiten Studioalbums Elton John. Im Verlauf der Tournee trat John in 58 Konzerten in Nordamerika und Europa auf.

## Tournee
In Begleitung seines Bassisten Dee Murray und seines Schlagzeugers Nigel Olsson eröffnete John an seinem 23. Geburtstag am 25. März 1970 im Revolution Club in London seine 1970 World Tour.
Sein Auftritt am 25. August 1970 im Troubadour markiert den Beginn seiner Karriere in den USA. Neil Diamond eröffnete den Abend, als er John dem wartenden Publikum ankündigte. Neben anderen lokalen Berühmtheiten besuchten auch Bob Dylan und Johns Idol Leon Russell das Konzert.
John präsentierte seine Lieder am 17. November 1970 in den Räumen der A&R Aufnahmestudios in New York. Das Konzert wurde vom Sender WABC-FM übertragen sowie aufgezeichnet und als sein erstes Live-Album unter dem Namen 17-11-70 veröffentlicht.

## Tourneetermine
| Datum                    | Stadt          | Land                   | Veranstaltungsort             |
| Europa                   | Europa         | Europa                 | Europa                        |
| ------------------------ | -------------- | ---------------------- | ----------------------------- |
| 25. März 1970            | London         | Vereinigtes Konigreich | Revolution Club               |
| 7. April 1970            | London         | Vereinigtes Konigreich | The Roundhouse                |
| 21. April 1970           | London         | Vereinigtes Konigreich | The Roundhouse                |
| 7. Mai 1970              | London         | Vereinigtes Konigreich | The Roundhouse                |
| 9. Mai 1970              | Slough         | Vereinigtes Konigreich | Slough College                |
| 30. Mai 1970             | Birmingham     | Vereinigtes Konigreich | Mothers Club                  |
| 5. Juni 1970             | London         | Vereinigtes Konigreich | Marquee Club                  |
| 6. Juni 1970             | London         | Vereinigtes Konigreich | Marquee Club                  |
| 17. Juni 1970            | London         | Vereinigtes Konigreich | Lyceum Theatre                |
| 19. Juni 1970            | Östergötland   | Schweden               | Mantorp Park                  |
| 21. Juni 1970            | London         | Vereinigtes Konigreich | The Roundhouse                |
| 26. Juni 1970            | Twickenham     | Vereinigtes Konigreich | St. Mary’s College            |
| 3. Juli 1970             | London         | Vereinigtes Konigreich | Hampstead Country Club        |
| 4. Juli 1970             | London         | Vereinigtes Konigreich | Speakeasy Club                |
| 11. Juli 1970            | Knokke         | Belgien                | Knokke Casino                 |
| 13. August 1970          | London         | Vereinigtes Konigreich | Playhouse Theater             |
| 14. August 1970          | Barkisland     | Vereinigtes Konigreich | Jazz, Folk & Blues Festival   |
| Nordamerika              |                |                        |                               |
| 25. August 1970          | Los Angeles    | Vereinigte Staaten     | The Troubadour                |
| 26. August 1970          | Los Angeles    | Vereinigte Staaten     | The Troubadour                |
| 27. August 1970          | Los Angeles    | Vereinigte Staaten     | The Troubadour                |
| 28. August 1970          | Los Angeles    | Vereinigte Staaten     | The Troubadour                |
| 29. August 1970          | Los Angeles    | Vereinigte Staaten     | The Troubadour                |
| 30. August 1970          | Los Angeles    | Vereinigte Staaten     | The Troubadour                |
| 1. September 1970        | San Francisco  | Vereinigte Staaten     | Troubadour North              |
| 2. September 1970        | San Francisco  | Vereinigte Staaten     | Troubadour North              |
| 3. September 1970        | San Francisco  | Vereinigte Staaten     | Troubadour North              |
| 4. September 1970        | San Francisco  | Vereinigte Staaten     | Troubadour North              |
| 5. September 1970        | San Francisco  | Vereinigte Staaten     | Troubadour North              |
| 6. September 1970        | San Francisco  | Vereinigte Staaten     | Troubadour North              |
| 10. September 1970       | New York City  | Vereinigte Staaten     | Playboy Club                  |
| 11. September 1970       | Philadelphia   | Vereinigte Staaten     | Electric Factory              |
| 12. September 1970       | Philadelphia   | Vereinigte Staaten     | Electric Factory              |
| Auftritt mit Fotheringay |                |                        |                               |
| 1. Oktober 1970          | London         | Vereinigtes Konigreich | Royal Albert Hall             |
| Nordamerika              |                |                        |                               |
| 29. Oktober 1970         | Boston         | Vereinigte Staaten     | Boston Tea Party              |
| 30. Oktober 1970         | Boston         | Vereinigte Staaten     | Boston Tea Party              |
| 31. Oktober 1970         | Boston         | Vereinigte Staaten     | Boston Tea Party              |
| 6. November 1970         | Philadelphia   | Vereinigte Staaten     | Electric Factory              |
| 7. November 1970         | Philadelphia   | Vereinigte Staaten     | Electric Factory              |
| 8. November 1970         | Baltimore      | Vereinigte Staaten     | Painters Mill Music Fair      |
| 12. November 1970        | San Francisco  | Vereinigte Staaten     | Fillmore West                 |
| 13. November 1970        | San Francisco  | Vereinigte Staaten     | Fillmore West                 |
| 14. November 1970        | San Francisco  | Vereinigte Staaten     | Fillmore West                 |
| 15. November 1970        | Santa Monica   | Vereinigte Staaten     | Santa Monica Civic Auditorium |
| Radiokonzert A&R Studios |                |                        |                               |
| 17. November 1970        | New York City  | Vereinigte Staaten     | A&R Studios                   |
| Nordamerika              |                |                        |                               |
| 20. November 1970        | New York City  | Vereinigte Staaten     | Fillmore East                 |
| 21. November 1970        | New York City  | Vereinigte Staaten     | Fillmore East                 |
| 22. November 1970        | Bridgeport     | Vereinigte Staaten     | University of Bridgeport      |
| 23. November 1970        | Glassboro      | Vereinigte Staaten     | Glassboro State College       |
| 25. November 1970        | Chicago        | Vereinigte Staaten     | Auditorium Theatre            |
| 26. November 1970        | Cleveland      | Vereinigte Staaten     | Music Hall                    |
| 27. November 1970        | Detroit        | Vereinigte Staaten     | Eastown Theatre               |
| 28. November 1970        | Detroit        | Vereinigte Staaten     | Eastown Theatre               |
| 29. November 1970        | Minneapolis    | Vereinigte Staaten     | Guthrie Theater               |
| 1. Dezember 1970         | Fulton         | Vereinigte Staaten     | Champ Auditorium              |
| 4. Dezember 1970         | Anaheim        | Vereinigte Staaten     | Anaheim Convention Center     |
| 5. Dezember 1970         | San Bernardino | Vereinigte Staaten     | Swing Auditorium              |
| 6. Dezember 1970         | Los Angeles    | Vereinigte Staaten     | Royce Hall                    |
| Europa                   |                |                        |                               |
| 20. Dezember 1970        | London         | Vereinigtes Konigreich | The Roundhouse                |

## Vortragsliste Europa
1. „Your Song“
2. „Border Song“
3. „Sixty Years On“
4. „Take Me to the Pilot“
5. „Greatest Discovery“
6. „I Need You to Turn To“
7. „Burn Down the Mission“

## Vortragsliste Nordamerika
1. „Bad Side of the Moon“
2. „Country Comfort“
3. „Can I Put You On“
4. „Border Song“
5. „Amoreena“
6. „Take Me to the Pilot“
7. „Sixty Years On“
8. „Honky Tonk Women“ (Jagger, Richards)
9. „Medley aus Burn Down the Mission / My Baby Left Me (Crudup) / Get Back“ (Lennon, McCartney)
10. „Medley aus Give Peace a Chance (Lennon/McCartney) / I Wanna Take You Higher“ (Stone)
11. „Your Song“

## Vortragsliste A&R Studios
1. „I Need You to Turn To“
2. „Your Song“
3. „Country Comfort“
4. „Border Song“
5. „Indian Sunset“
6. „Amoreena“
7. „Bad Side of the Moon“
8. „Take Me to the Pilot“
9. „Sixty Years On“
10. „Honky Tonk Women“ (Jagger, Richards)
11. „Can I Put You On“
12. „Medley aus Burn Down the Mission / My Baby Left Me (Crudup) / Get Back“ (Lennon, McCartney)
13. "My Father’s Gun

## Elton-John-Band der Tournee
- Elton John – Gesang, Klavier
- Dee Murray – Bass-Gitarre
- Nigel Olsson – Schlagzeug